# Victor Considerant
Victor Prosper Considerant (Salins-les-Bains, 12 ottobre 1808 – Parigi, 27 dicembre 1893) è stato un filosofo, economista e scrittore francese.
È stato discepolo di Charles Fourier e adepto del socialismo utopico.
Il cognome di Considerant viene spesso confuso con il verbo francese considérant (considerando), e di questo errore lo stesso ebbe a lamentarsi, scrivendo: «non c'è un accento acuto sulla mia e. Ho lottato invano per oltre sessanta anni da quando il mio nome si stampa per difenderlo!»

## Biografia
Victor Considerant fu allievo di suo padre Jean-Baptiste, professore di retorica al collegio di Salin-les-Bains.
Frequentò in seguito il collegio di Besançon e si interessò al socialismo utopico di Fourier, che conobbe poi a Parigi.
Tra il 1828 e il 1832 frequentò l'École d'application de l'artillerie et du génie di Metz, propagandando gli ideali del maestro tra i suoi compagni, dopo aver pubblicato un articolo su Fourier sul Mercure de France nel 1830.
Nell'ottobre 1831 pubblica su La Revue des Deux Mondes la novella Un pressentiment, ispirata dalla morte di Claire Vigoreux, suo amore giovanile.
Nel 1832 partecipa alla fondazione del giornale Le Phalanstère che dirige con Jules Le Chevalier e al tentativo di colonia societaria di Vesgre. Nel 1834 pubblica Destinée sociale nel 1836 rassegna le dimissioni dall'esercito per fondare un nuovo giornale, La Phalange e nel 1837 succede a Fourier alla direzione della Ecole Sociétaire.
Nel 1838 sposa Julie Vigoreux, sorella di Claire.
Battuto alle elezioni legislative del 1839 a Montbéliard e a Colmar, viene eletto nel 1843 consigliere generale della Senna e, nello stesso anno, fonda La Démocratie Pacifique che conoscerà un grande successo. Il manifesto di quel movimento, Manifeste de la démocratie au XIXe siècle, è considerato da molti (fra cui Palmiro Togliatti, che lo cita<ref>Prefazione del 1948 al Manifesto del partito comunista, Editori riuniti, 1968, p. 15.</ref>) come una delle fonti ispirative del Manifesto del partito comunista di Marx ed Engels.
Nel 1848 viene eletto deputato del dipartimento di Loiret e nel 1849 di Parigi. Siede all'estrema sinistra e precisa la nozione di diritto al lavoro che diviene una delle idee forti dei socialisti francesi del 1848. È conosciuto in diritto costituzionale per essere l'inventore, nel 1846, del sistema elettorale proporzionale. Nel 1848 fu il solo deputato a proporre il diritto di voto per le donne.
Nel giugno 1849 prese la testa di una manifestazione contro Napoleone III di Francia, che ai suoi occhi aveva violato la costituzione sostenendo  Papa Pio IX in lotta contro la Repubblica Romana. In seguito a un decreto d'arresto, partì in esilio in Belgio, quindi si recò negli Stati Uniti dove creò, in Texas, il falansterio La Réunion, con l'appoggio finanziario di Jean-Baptiste André Godin. L'esperienza fu uno scacco e Considerat si ritirò a San Antonio. Tornato in Francia nel 1869 in seguito a un'amnistia, aderì alla Prima Internazionale e, nel 1871, sostenne la Comune di Parigi. Massone, fu membro del Grande Oriente di Francia .
Terminò la sua vita nel Quartiere latino, rifiutandosi ostinatamente di riprendere ogni attività politica. Le sue esequie riunirono numerosi socialisti, tra i quali Jean Jaurès.

## Opere (selezione)
- Destinée sociale, 1834
- Considérations sociales sur l'architectonique, 1834
- De la question politique et en particulier des abus de la politique actuelle, 1836
- Déraison et dangers de l'engouement pour les chemins en fer: avis à l'opinion et aux capitaux, 1838
- La paix ou la guerre: à la France et au corps électoral, 1839
- De la propriété, 1839
- Théorie générale de Fourier: mémoire de M.*** lu dans la 5e section du Congrès, le 5 septembre 1841, par M. Victor Considerant, pour répondre à cette question du programme: "exposer et discuter la valeur des principes de l'Ecole sociétaire fondée par Fourier", 1841
- Bases de la politique positive. Manifeste de l'École sociétaire fondée par Fourier, 1842
- Manifeste de la démocratie au XIXe siècle, 1843
- De la politique nouvelle convenant aux intérêts actuels de la société et de ses conditions de développement par la publicité, 1843
- Petit cours de politique et d'économie sociale à l'usage des ignorants et des savants, 1844
- Théorie de l'éducation naturelle et attrayante, dédiée aux mères, 1844
- Exposition abrégée du système phalanstérien de Fourier suivie de Etudes sur quelques problèmes fondamentaux de la Destinée sociale, 1846
- Principes du socialisme : Manifeste de la démocratie au XIXe siècle...; suivi du Procès de la démocratie pacifique, 1847
- Le socialisme devant le vieux monde ou le vivant devant les morts, 1848
- Théorie du droit de propriété et du droit au travail, 1848
- La solution ou le gouvernement direct du peuple, 1850
- De l'instruction gratuite et obligatoire, 1858
- La paix en 24 heures dictée par Paris à Versailles: adresse aux Parisiens, 1871